# Fritz Alberti
Fritz Alberti, né à Hanau (Empire allemand) le 22 octobre 1877 et mort à Berlin le 15 septembre 1954, est un acteur allemand.

## Filmographie
- 1924 : Le Cabinet des figures de cire (Das Wachsfigurenkabinett), de Paul Leni et Leo Birinsky
- 1924 : Les Nibelungen (Die Nibelungen), de Fritz Lang
- 1925 : Le Voyou (Die Prinzessin und der Geiger), de Graham Cutts
- 1926 : Die elf Schill'schen Offiziere, de Rudolf Meinert
- 1926 : L'Étudiant de Prague (Der Student von Prag) de Henrik Galeen
- 1926 : Kreuzzug des Weibes de Martin Berger
- 1927 : Trois Nuits d'amour (Café Elektric), de Gustav Ucicky
- 1928 : Rasputins Liebesabenteuer de Martin Berger
- 1929 : Le Navire des hommes perdus (Das Schiff der verlorenen Menschen), de Maurice Tourneur
- 1929 : Manolesco, prince des sleepings (Manolescu, der König der Hochstapler) de Victor Tourjanski
- 1929 : Au service du tsar (der Adjutant des Zaren) de Vladimir Strizhevsky
- 1930 : Aimé des dieux (Liebling der Götter), de Hanns Schwarz
- 1931 : 1914, fleurs meurtries (1914, die letzten Tage vor dem Weltbrand), de Richard Oswald
- 1931 : Mary d'Alfred Hitchcock
- 1932 : Nous les mères (Das erste Recht des Kindes), de Fritz Wendhausen